# Амаду-Махтар М'Боу
Амаду-Махтар М'Боу (20 березня 1921, Дакар, Сенегал — 24 вересня 2024) — сенегальський політик та діяч освіти, генеральний директор ЮНЕСКО (1974—1987).

## Біографія
Брав участь у Другій світовій війні як доброволець Французької армії. 1951 року закінчив навчання у Сорбонні. Був учителем історії та географії в Сенегалі, потім — директором департаменту початкової освіти (1952—1957) та міністром освіти й культури цієї колонії (1957—1958).
Після здобуття Сенегалом незалежності став міністром освіти (1966—1968) та міністром культури (1968—1970) цієї країни.
З 1953 р. співробітничав з ЮНЕСКО, був керівником делегацій від Сенегалу.
Двічі обирався генеральним директором ЮНЕСКО (1974—1980; 1980—1987 рр.), став першим і досі єдиним африканцем на цьому посту. Підтримував так званий «Новий світовий інформаційний і комунікаційний порядок».
Почесний доктор Белградського університету (1980), Університету Каука (Universidad del Cauca) в Колумбії (1987), Папського католицького університету в Перу, та низки інших університетів.
Командор Ордена Почесного легіону (2011).